# 塩入町
塩入町（しおいりちょう）は、愛知県名古屋市瑞穂区の地名。丁目は設定されていない。住居表示実施地域。

## 地理
名古屋市瑞穂区南西部に位置する。東は堀田通・妙音通、西は桃園町、南は明前町、北は堀田通に接する。

## 歴史

### 地名の由来
瑞穂町の旧字塩田による。当地がかつて海辺であり、塩水が入り込んでいたことに由来するとされる。

### 沿革
- 1945年（昭和20年）9月26日 - 瑞穂区瑞穂町字花目・塩田・五反田および熱田東町字文斉・桃ノ木の各一部により、同区塩入町1～3丁目として成立[1]。
- 1987年（昭和62年）11月24日 - 瑞穂区堀田通・桃園町の各一部を編入する[9]。また同時に住居表示を実施[8]。
- 1990年（平成2年）11月5日 - 一部が明前町・内浜町・河岸一丁目・神穂町・新開町の各一部に編入される[9]。

## 世帯数と人口
2019年（平成31年）3月1日現在の世帯数と人口は以下の通りである。
| 町丁   | 世帯数  | 人口  |
| ------ | ------- | ----- |
| 塩入町 | 326世帯 | 521人 |

### 人口の変遷
国勢調査による人口の推移
| 1950年（昭和25年） | 637人 | [ 10 ] |  |
| 1955年（昭和30年） | 626人 | [ 10 ] |  |
| 1960年（昭和35年） | 587人 | [ 11 ] |  |
| 1965年（昭和40年） | 453人 | [ 11 ] |  |
| 1970年（昭和45年） | 268人 | [ 12 ] |  |
| 1975年（昭和50年） | 211人 | [ 12 ] |  |
| 1980年（昭和55年） | 174人 | [ 13 ] |  |
| 1985年（昭和60年） | 159人 | [ 13 ] |  |
| 1990年（平成2年）  | 194人 | [ 14 ] |  |
| 1995年（平成7年）  | 238人 | [ 15 ] |  |
| 2000年（平成12年） | 224人 | [ 16 ] |  |
| 2005年（平成17年） | 410人 | [ 17 ] |  |
| 2010年（平成22年） | 375人 | [ 18 ] |  |

## 学区
市立小・中学校に通う場合、学校等は以下の通りとなる。また、公立高等学校に通う場合の学区は以下の通りとなる。
| 番・番地等 | 小学校               | 中学校               | 高等学校 |
| ---------- | -------------------- | -------------------- | -------- |
| 全域       | 名古屋市立穂波小学校 | 名古屋市立田光中学校 | 尾張学区 |

## 施設

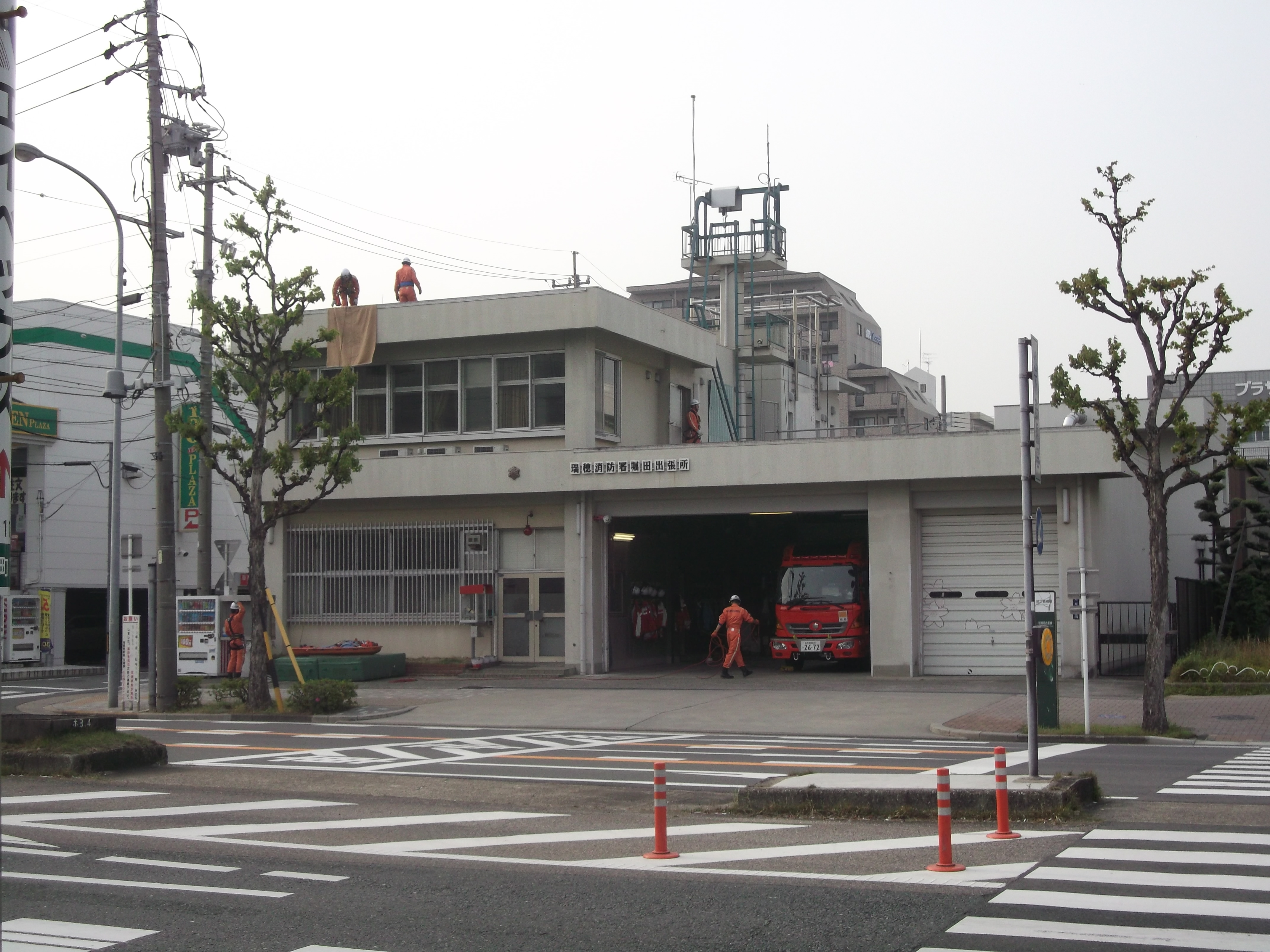
瑞穂消防署堀田出張所（2014年4月）

- 名古屋市消防局瑞穂消防署堀田出張所[7]北緯35度7分0.4秒 東経136度55分16秒 / 北緯35.116778度 東経136.92111度
- 浜明神社[7]
- 昭和精機本社[21]北緯35度6分58.1秒 東経136度55分14.4秒 / 北緯35.116139度 東経136.920667度

## 史蹟
- 西行腰掛石（浜明神社境内）[7]
- 月待供養碑（浜神明社境内）[8]

年代の銘記されたものとしては名古屋市内最古とされる。

## その他

### 日本郵便
- 郵便番号 : 467-0851[4]（集配局：瑞穂郵便局[22]）。